# Maite Zúñiga
María Teresa "Maite" Zúñiga Domínguez (née le 28 décembre 1964 à Eibar) est une athlète espagnole, spécialiste du demi-fond. Elle a dominé le demi-fond espagnol dans les années 1990, avant que n'émergent les Mayte Martínez, Nuria Fernández et autres Natalia Rodríguez.

## Biographie

### 800 mètres
Le 1er juin 1988 au meeting de Séville, elle est la 1re Espagnole à courir le 800 mètres en moins de 2 minutes, en battant son record personnel de 5 secondes (1 min 57 s 45). Elle réalise des performances sous les 2 minutes en deux autres occasions : aux Jeux olympiques de Séoul, où elle est finaliste et se classe 7e d'une course dominée par Sigrun Wodars et Christine Wachtel, et en 1989 à la coupe du monde des nations où elle finit 5e en 1 min 58 s 49. Elle cesse de courir sur cette distance en grands championnats à l'issue de la saison 1990, où elle remporte les championnats ibéro-américains mais est éliminée en demi-finales des championnats d'Europe, pour se consacrer davantage au 1 500 mètres.

### 1 500 mètres
Dès 1987 Maite Zúñiga participe à ses premiers championnats du monde sur la distance, se faisant éliminer en séries. En 1988, elle réalise 4 min 6 s 44 à Oslo et efface le record d'Espagne jusque-là détenu par Carmen Valero.
En 1992 les Jeux olympiques se déroulent dans son pays. À Barcelone, elle bat son record national en demi-finales puis à nouveau en finale, terminant 6e lors du sacre de Hassiba Boulmerka. Après cette date, sa meilleure saison est en 1997, lorsqu'elle finit 4e des championnats du monde et 3e des Jeux méditerranéens de Bari.
Elle achève sa carrière en 1999 après une 6e participation aux championnats du monde.

### Palmarès
| Date | Compétition                    | Lieu      | Résultat | Épreuve | Performance   |
| ---- | ------------------------------ | --------- | -------- | ------- | ------------- |
| 1983 | Championnats ibéro-américains  | Barcelone | 3e       | 800 m   | 2 min 5 s 41  |
| 1988 | Jeux olympiques                | Séoul     | 7e       | 800 m   | 1 min 59 s 82 |
| 1990 | Championnats ibéro-américains  | Manaus    | 1re      | 800 m   | 2 min 2 s 22  |
| 1992 | Jeux olympiques                | Barcelone | 6e       | 1500 m  | 4 min 0 s 59  |
| 1994 | Championnats d'Europe          | Helsinki  | 6e       | 1500 m  | 4 min 10 s 99 |
| 1995 | Championnats du monde en salle | Barcelone | 3e       | 1500 m  | 4 min 16 s 63 |
| 1995 | Championnats du monde          | Göteborg  | 8e       | 1500 m  | 4 min 7 s 27  |
| 1997 | Championnats du monde          | Athènes   | 4e       | 1500 m  | 4 min 4 s 80  |
| 1997 | Jeux méditerranéens            | Bari      | 3e       | 1500 m  | 4 min 11 s 63 |
| 1998 | Championnats d'Europe          | Budapest  | 6e       | 1500 m  | 4 min 18 s 41 |

#### National
Senior : 
- 1 titre au 400 m (1988) et 1 en salle (1990)
- 5 titres au 800 m (1982, 1983 et de 1990 à 1992) et 1 en salle (1989)
- 6 titres au 1500 m (1989, 1993 à 1995, 1997, 1998) et 8 en salle (1987, 1988 et de 1993 à 1998)

### Records
| Épreuve | Performance   | Lieu      | Date          |
| ------- | ------------- | --------- | ------------- |
| 800 m   | 1 min 57 s 45 | Séville   | 1er juin 1988 |
| 1500 m  | 4 min 0 s 59  | Barcelone | 8 août 1992   |